# Банайюрт
Банайюрт (чечен. Бони-Йурт) — село в Новолакском районе республики Дагестан, Россия.
Образует сельское поселение село Банайюрт как единственный населённый пункт в его составе.

## Географическое положение
Село расположено в 16 км к юго-западу от города Хасавюрт на левом берегу реки Ямансу (бассейн Терека).

## История
В источнике 1839 года упоминается как Буни-Юрт.
22 ноября 1928 года 4 сессией ЦИК ДАССР 6 созыва принимается новый проект районирования республики. На его основе было принято постановление о разукрупнении округов и районов и образовании 26 кантонов и 2 подкантонов. Хасавюртовский кантон был образован на части территории бывшего Хасавюртовского округа, переданного в состав ДАССР из Терской области в 1921 году. По новому районированию кантон состоял из 18 сельских советов, в том числе Банайаульский — Банайаул, Банайюрт, Безен 1-й, Безен 2-й, Виси-Ирза, Генчик-Эрзе.
После выселения чеченцев в 1944 году, на их место поселены лакцы из села Ахар Лакского района в количестве 101 хозяйства (всего 312 чел.).
В 2002 году было возвращено историческое название села, а лакцы были переселены в район Махачкалы, где для них было построено новое село Ахар.

## Население
| 1889  | 1926  | 1939  | 1959  | 1970  | 1989  | 2002  |
| ----- | ----- | ----- | ----- | ----- | ----- | ----- |
| 129   | ↗354  | ↗591  | ↘472  | ↗554  | ↗590  | ↗1324 |
| 2010  | 2012  | 2013  | 2014  | 2015  | 2016  | 2017  |
| ↘1036 | ↗1081 | ↗1109 | ↗1114 | ↗1125 | ↗1135 | ↗1155 |
| 2018  | 2019  | 2020  | 2021  | 2023  | 2024  | 2025  |
| ↗1178 | ↗1196 | ↗1206 | ↗1240 | ↗1273 | ↗1292 | ↗1337 |

Национальный состав по переписи 2002 г.: чеченцы — 66 %, лакцы − 32 %.
По данным Всероссийской переписи населения 2010 года:
| № | Национальность | Численность, чел. | Доля |
| - | -------------- | ----------------- | ---- |
| 1 | чеченцы        | 1027              | 99 % |
| 2 | другие         | 9                 | 1 %  |

## Образование
- Банайюртовская муниципальная средняя общеобразовательная школа[31].

## Тейповый состав села
1. Зогой
2. Боной (Буной, Бунхой)
3. Зандакой
4. Пхарчхой
5. Цонтарой[32].
6. пешхой

## Микротопонимия
- Сулаймин Хьажматхьажин буьйра (Сулаймин Хажматха-жи бюйра)
- Дивбуа буьйра (Дивбуа бюйра)
- Эзарханан гӏота (Эзарханан гота)
- Зимга буьйра (Зимга бюйра)
- Боккха буьйра (Боккха бюйра)
- Сийдий хьаст (Сийдий хаст)
- Iели кӏажа «Али лесная поляна»
- Момаш-отар (Момаш-отар)
- Беж-Iин (Беж-ин)
- Хьажматхьажин отар «Хажматхажи хутор»
- Дудиы отар «Дудин хутор»
- Воккха-Хьажин барз (Воккха-Хажин барз)
- Ташо-Хьажи хьаст (Ташо-Хажи хаст)
- Бийсолтанан хьайра «Бийсолтана мельница»
- Бийболтан хьайра (Бийболтан хайра)
- Мисирболтан хьайра «Мисирболта мельница»
- Кхоьрзин пхъалгӏа (Кхёрзин пхалга)
- Шахьболат пхьалгӏа (Шахболат пхалга)
- Исак-хьажин пхьалгӏа (Исак-хажи пхалга)
- Лакхара кашанш «Верхнее кладбище»
- Лахара кашанш «Нижнее кладбище»
- Iаьржа кашанш «Черное кладбище»
- Довтахьажин отар (Довтахажин отар)
- Иматан хьуь (Иматан хю)
- Исал-Хьажин хьуь (Исал-Хажин хю)
- Абубакар-Хьажин хьуь (Абубакар-Хажин хю)
- Гӏури йист (Гури йист)
- Бетарсолтин отар (Бетарсолтин отар)
- Сулайманан отар (Сулаймана отар)[33]